# Новокачалинск
Новокача́линск — село в Ханкайском районе Приморского края России. Административный центр муниципального образования Сельское поселение Новокачалинское, в который входят сёла Новокачалинск, Платоно-Александровское, Турий Рог, Первомайское, Кировка, Рассказово.

## География
Село расположено на берегу озера Ханка в 41 километре от районного центра Камень-Рыболов, и 252 километрах от Владивостока.

## История
В мае 1895 года в эти места приехали переселенцы с далекого Дона, со станиц Качалинской, Павлинской, Филонской и Старогригорьевской. Вместе с выходцами с Дона ехали и переселенцы с Кубани. Жили единоличными хозяйствами, многие имели заимки. В 1930 году был образован колхоз им. 86-го Кавполка; сеяли зерновые, занимались свекловодством. В 1931 году в селе была образована машинно-тракторная станция, которая уже в 1932 году обслуживала сразу 10 колхозов. Коллектив Новокачалинской МТС награждён переходящим Красным знаменем обкома и облисполкома и премией в 5000 рублей. В 1936 году решением №23 президиума исполнительного комитета открываются почтовое агентство со сберкассой.
В 1938 году в селе был организован врачебный участок со стационаром на десять коек.
В конце 1930-х, начале 1940-х годов прибыла большая группа переселенцев с Полтавщины и к началу Великой Отечественной войны в селе насчитывалось более 1500 человек. Более 300 жителей села сражались почти на всех фронтах Великой Отечественной. В 1960 году был основан совхоз «Новокачалинский», который несколько раз реорганизовывался.
В 1973 году в селе был открыт Дом культуры со зрительным залом на 500 мест. С 2006 года закрыт, а в 2013 году снесён.
В 1974 году была открыта новая школа. 30 августа 1989 года в ней открылся действующий до сих пор музей истории села.
С 2016 года в селе действует отдельный пожарный пост МЧС России.

## Население
| 2002 | 2005  | 2010  |
| ---- | ----- | ----- |
| 1390 | ↘1365 | ↘1012 |

Национальный состав
Население села — преимущественно русские и украинцы.

## Транспорт
- До 1 октября 2007 года до села ходил поезд № 951/952 Владивосток — Новокачалинск[12][13].
- Между сёлами Камень-Рыболов и Новокачалинск ходит автобус.

## Дороги
Рядом с селом проходит автомобильная дорога А182 Михайловка — Хороль — Турий Рог.

## Инфраструктура
- Средняя школа № 7[14]

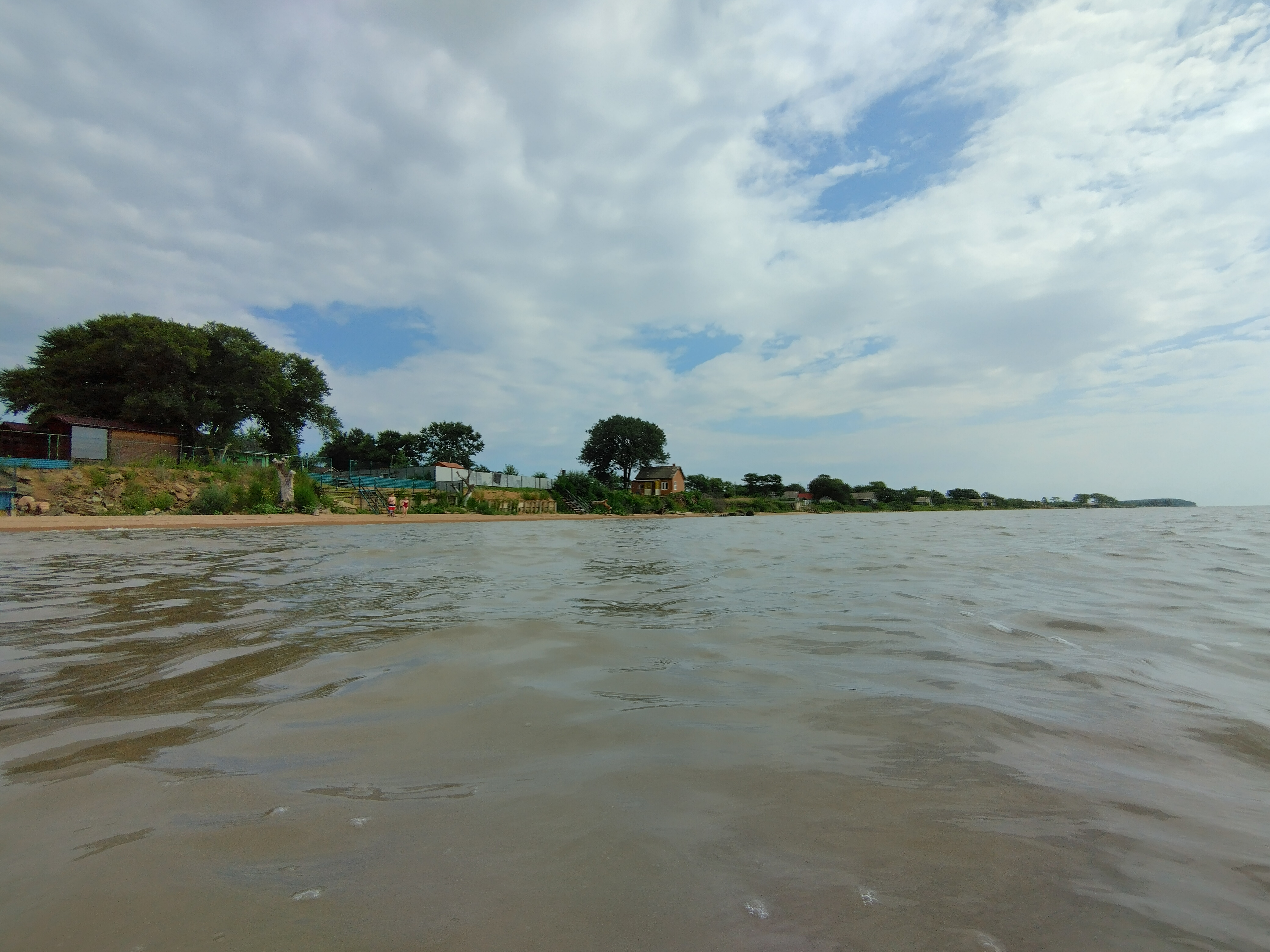
Новокачалинск со стороны озера Ханка

- Детский оздоровительный лагерь «Старт»[15]
- База отдыха «Ханкай»
- Почтовое отделение
- Фельдшерско-акушерский пункт
- Сельсовет
- Отделение Сбербанка России[16]

## Памятники
- На въезде в село установлена стела из металла с надписью «Новокачалинск»[17]
- В центре села находится памятник воинам, павшим на фронтах Великой Отечественной войны. Памятник был открыт 9 мая 1973 года.[18] На памятнике высечено 90 фамилий сельчан, погибших во время Великой Отечественной войны.
- Братская могила воинов, погибших при защите государственной границы в 1945 году. Установлена на сельском кладбище в августе 1945 года.[18]

## Улицы
- Горького ул.
- Калинина ул.
- Кирова ул.
- Клубная ул.
- Ленина ул.
- Набережная ул.
- Новая ул.
- Садовая ул.
- Советская ул.
- Ульянова ул.

## Люди, связанные с селом
- Ефимов, Василий Трофимович — Герой Советского Союза;
- Жезлов, Филипп Николаевич — участник Сталинградской битвы;
- Каменщиков, Иван Иванович — участник Сталинградской битвы.

## Климат
Климат — умеренно-муссоный.
| Показатель                        | Янв.  | Фев.  | Март  | Апр.  | Май  | Июнь | Июль | Авг. | Сен. | Окт.  | Нояб. | Дек.  | Год   |
| --------------------------------- | ----- | ----- | ----- | ----- | ---- | ---- | ---- | ---- | ---- | ----- | ----- | ----- | ----- |
| Абсолютный максимум, °C           | 3,8   | 7,4   | 14,7  | 27,0  | 30,0 | 33,5 | 32,2 | 30,9 | 30,2 | 27,3  | 19,7  | 5,8   | 33,5  |
| Средняя температура, °C           | −16   | −11,9 | −3,4  | 5,8   | 13,7 | 19,4 | 22,3 | 22,4 | 16,2 | 7,9   | −3,7  | −13,8 | 4,5   |
| Абсолютный минимум, °C            | −30,2 | −27,7 | −24,4 | −13,5 | −7,9 | 7,3  | 12,8 | 6,9  | −1,4 | −11,8 | −22,4 | −29,4 | −30,2 |
| Источник: Погода в Новокачалинске |       |       |       |       |      |      |      |      |      |       |       |       |       |